# Paulo Costa da Silva Couto
Paulo Costa da Silva Couto (? — ?) foi um político brasileiro.
Foi eleito deputado estadual, pelo PTB, para a 37ª e 40ª Legislaturas da Assembleia Legislativa do Rio Grande do Sul.